# Kryštof Marek
Kryštof Marek (* 21. července 1967 Praha) je český dirigent, skladatel, textař, aranžér a jazzový pianista.

## Život

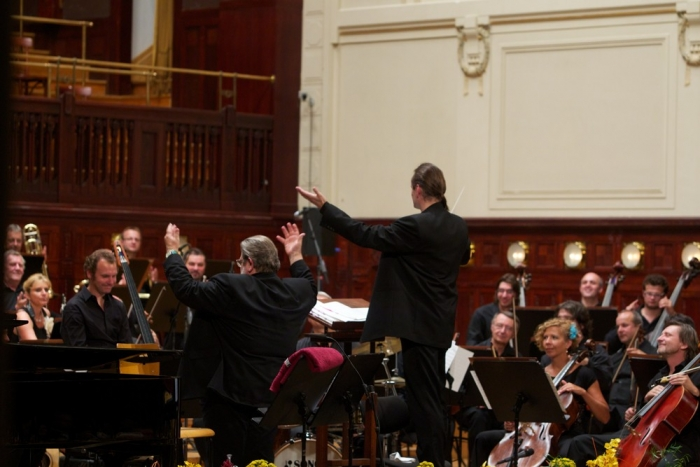
Kryštof Marek dirigent

Od konce 80. let působí v mnoha hudebních a divadelních projektech v nejširším možném spektru hudebních žánrů. V letech 1999–2003 působil jako dirigent v plzeňském divadle J. K. Tyla, kde kromě nastudování deseti titulů uvedl spolu s Antonínem Procházkou svou vlastní jazzovou operetu Kristián II. Od roku 2005 působí jako dirigent v Hudebním divadle Karlín, kde v jeho hudebním nastudování zazněly významné české i zahraniční muzikály – Vraždy za oponou, Dracula, The Addams Family, Sestra v akci a další. Nevyhýbá se ani klasickým operetním titulům, které Hudební divadlo Karlín uvádí – Polská krev, Mamzel Nitouche apod. K divácky úspěšnému představení Limonádový Joe napsal 5 nových písní. Je stálým hostem Českého národního symfonického orchestru. V rámci festivalu Prague Proms dirigoval například koncerty Hollywood Night, Jazz meets Symphony (James Morrison, Lalo Schifrin), Bobby Shew Night, Semafor „50“ a mnoho dalších.

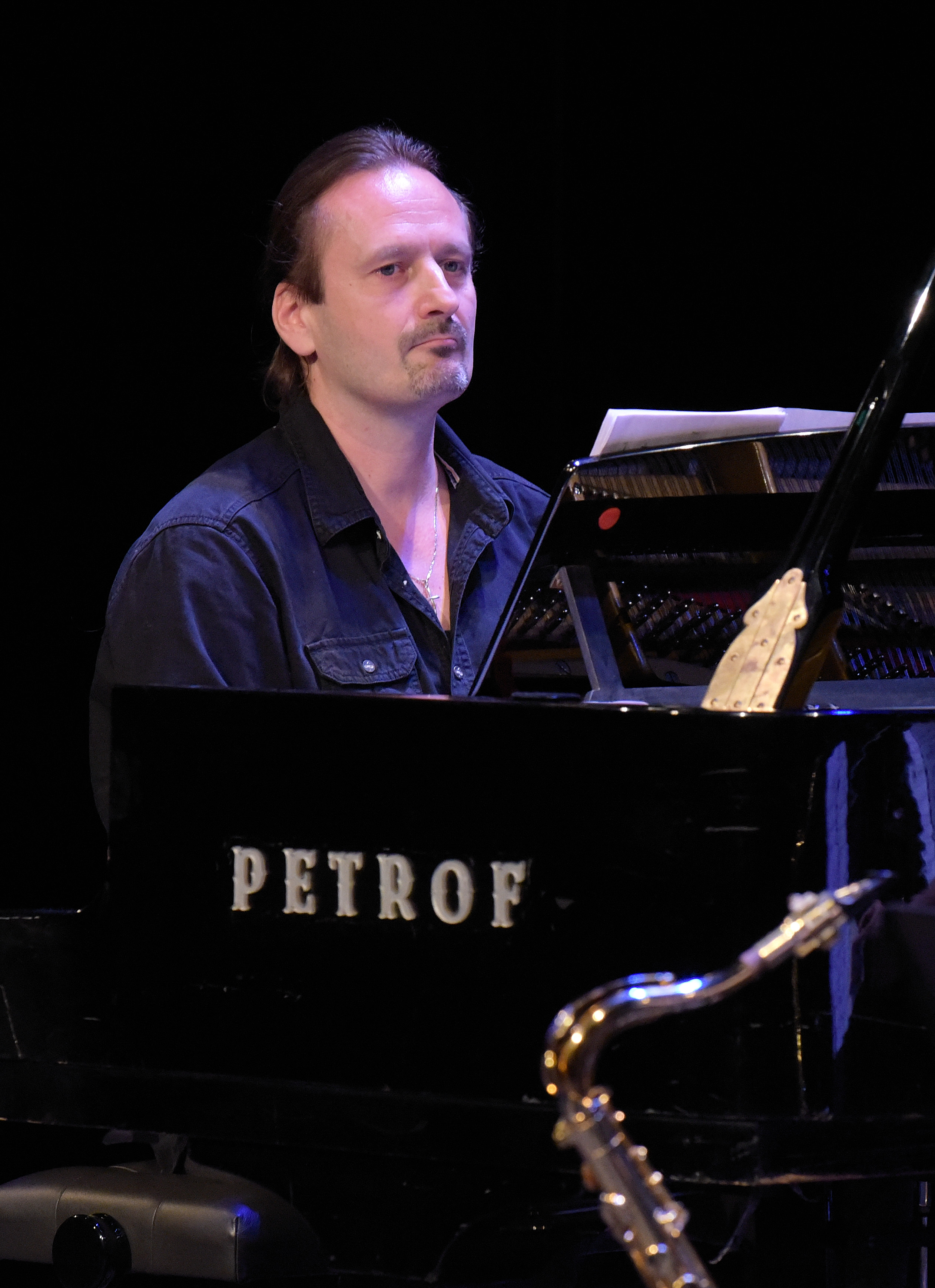
Kryštof Marek pianista

Komponuje a aranžuje hudbu pro bigbandy – zejména pro Bigband sv. Blažeje, se kterým vystoupil v roce 2008 na prestižním jazzovém festivalu ve švýcarském Montreux a v roce 2010 v Londýně. V roce 2010 dirigoval světoznámý Metropole Orchestra na jazzovém festivalu v Haagu v rámci projektu norské zpěvačky Silje Nergaard. V březnu 2011 se uskutečnila premiéra představení Jiřího Srnce (Laterna Magica) Legendy magické Prahy na Nové scéně ND v Praze, kde je autorem hudby. V průběhu let také dirigoval tzv. Koncerty hvězd na Žofíně, pro které také z valné většiny vytvářel orchestrální aranžmá. Na jaře 2012 se uskutečnila premiéra autorovy jazzové kompozice – Sinael jazz symphony. V dubnu téhož roku se konala v pražském paláci Žofín premiéra houslového koncertu Klíč k zahradám, který napsal pro vynikající houslistku Gabrielu Demeterovou. Premiéra se konala v rámci koncertu Mé filmové lásky, který pro Gabrielu aranžérsky připravil a nastudoval. V roce 2014 – 10. února – zazněla premiéra koncertu pro anglický roh a orchestr – Srdce zahrad a 17. října v premiéře zazněl klavírní koncert f moll Brána k zahradám pod taktovkou autora v Karlových Varech společně s Karlovarským symfonickým orchestrem. Výrazná je spolupráce s Český rozhlas, v rámci které do dnešní doby zrealizoval desítky hudebních dramatizací.
Od roku 2010 spolupracuje s divadlem Studio DVA – napsal pro toto divadlo dvě díla – Vánoční koleda (hudba a písňové texty, v hlavní roli Karel Roden); Děvčátko – Vánoční příběh (hudba a písňové texty). Hudebně nastudoval pro tuto metropolitní scénu světoznámé tituly jako je Hello, Dolly! (v hlavní roli s Ivanou Chýlkovou), Evita a Funny Girl (v hlavní roli s Monikou Absolonovou). Divácky velmi úspěšným divadelním představením je též Šílené smutná princezna, která je adaptací známého filmu. (v hlavních rolích Jan Cina a Berenika Kohoutová). Pro toto představení vytvořil orchestrální aranžmá. Dne 6. prosince 2018 měl premiéru nejnovější hudební projekt Malý princ na motivy jednoho z nejznámějších příběhů moderní světové literatury. Titulní a jedinou roli v originálním zpracování hraje Jan Cina.
Jako klavírista již od roku 1998 spoluvytváří Josef Vejvoda Trio.

Na svém kontě má mnoho vydaných CD (mj. Angels´Crying in My Head, Angels´Laughter in My Heart, feat. Tony Lakatos; Calm Presence / záznam jeho sólového klavírního vystoupení; Legendy magické Prahy / hudba z představení Laterny Magiky a v neposlední řadě CD Vánoční koleda a Děvčátko / písně z představení divadla Studio Dva).

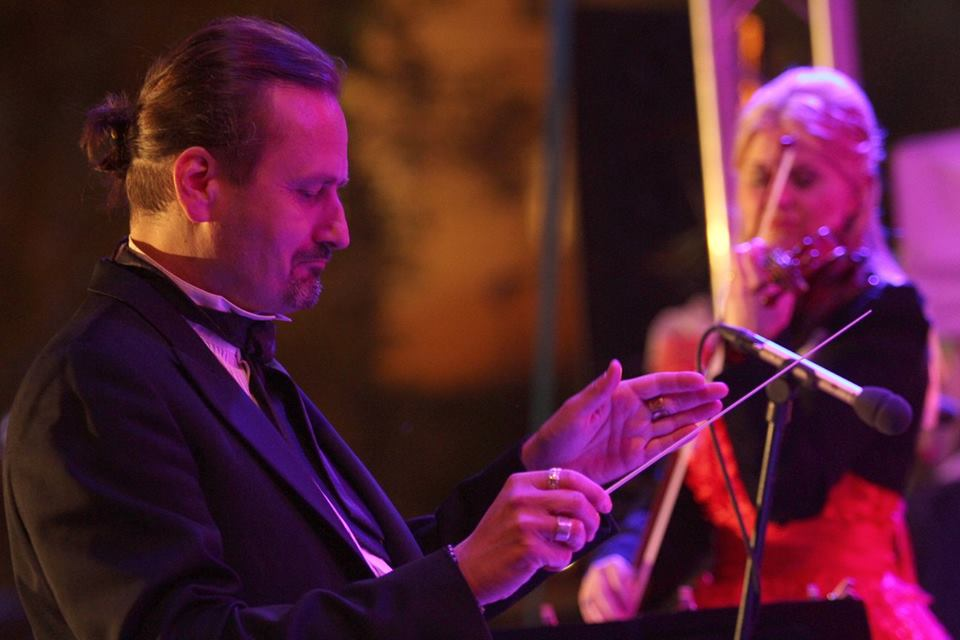
Kryštof Marek diriguje koncert na Svatojánských slavnostech NAVALIS 2016

V roce 2017 se vrátil na prkna plzeňského divadla Josefa Kajetána Tyla díky nastudování prestižního titulu West Side Story, kde řídí 40členný orchestr v původní instrumentaci Leonarda Bernsteina. Dne 10. března 2018 zde proběhla v rámci spolupráce s Lumírem Olšovským další premiéra amerického muzikálu „Šumař na střeše“, na které se opět podílí jako dirigent a vznikl také pod jeho hudebním nastudováním.
Výrazná je kontinuální autorská spolupráce se symfonickými orchestry: 17. října 2014 uvedl světovou premiéru svého klavírního koncertu f-moll Brána k zahradám s Karlovarským symfonickým orchestrem, Cyklus symfonických písní s Komorní filharmonií Pardubice, 10. února 2014 světovou premiéru koncertu pro anglický roh Srdce zahrad v provedení Symfonického orchestru Českého rozhlasu (dirigent Vladimír Válek). Průběžně jsou hrána i jeho další symfonická díla – houslový koncert Klíč k zahradám (premiéra 11. dubna 2012 na Žofíně v rámci koncertu Gabriely Demeterové „Mé filmové lásky“, symfonická suita Legendy magické Prahy, nebo velmi úspěšná Sinael Jazz Symphony, kombinující jazz octet a symfonický orchestr.
Jako dirigent byl součástí mnoha projektů prestižních orchestrů, které doprovázely české i zahraniční interprety – Lalo Schiffrin, James Morrison, Silje Nergaard, Tarja Turunen, Jane Monheit, Monica Mancini, Hetty Kate, Lucie Bílá, Noid, Monika Absolonová, Marina Vyskvorkina, Olympic, Gabriela Demeterová a mnoho dalších.

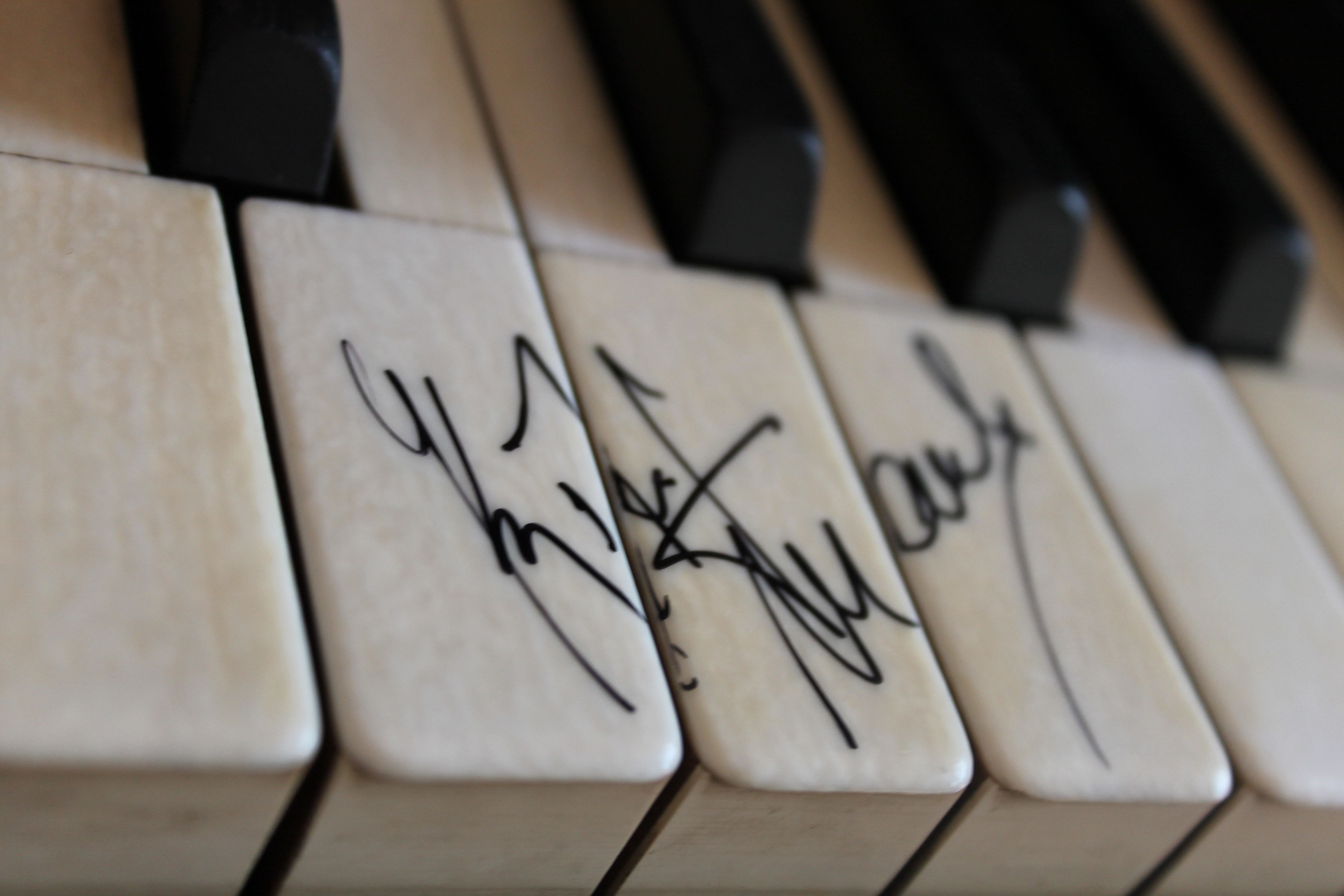

Jazzový pianista Kryštof Marek spoluvytváří Josef Vejvoda Trio a Ivan Audes Trio. Často bývá přizván k mnoha projektům výjimečných zahraničních a českých jazzmanů, a to nejen jako interpret. Spolupráce např. s Milanem Svobodou, Štěpánem Markovičem, Davidem Fárkem, Lorinem Raabem, Bennym Baileym, Tony Lakatosem a mnoha dalšími.
Vydal nespočet CD (mj. Legendy magické Prahy; Calm Presence; Angels´Crying in My Head, Angels´Laughter in My Heart, feat. Tony Lakatos, Sinael Jazz Symphony; Vánoční koleda; Děvčátko – Vánoční příběh, Midnight Pictures, The Silent Way of Night, Malý princ a další.
V roce 2017 obdržel Českého lva za hudbu k filmu Masaryk.
V roce 2018 zazněla na oslavách světce sv. Jana Nepomuckého – NAVALIS – v Praze pod Karlovým mostem, které proběhly již podesáté 15. května 2018, světová premiéra jeho díla „Venezia di San Giovanni Nepomuceno“ pro symfonický orchestr a smíšený sbor. V roce 2020 na stejném místě zazněla premiéra skladby Modlitba sv. Jana Nepomuckého za uzdravení světa – Oratio Sancti Ioannis Nepomuceni pro salute mundi, pětivětá kompozice pro smyčce, harpsichord, soprano sax, orch. percusse a dva hlasy. V roce 2021 byla zkomponována pro tuto příležitost skladba Svatojánské zvony.
Autor byl osloven znovu ke spolupráci v roce 2023 - premiéru měla skladba Pět Hvězd pro orchestr a sbor.
Nově zkomponovaná skladba Over the Horizon – jazz suite zazněla v premiéře 23. dubna 2022 na prestižním jazzovém festivalu v Poličce. Nejnovějším skladatelským počinem je koncert Krajina paměti pro harfu a komorní orchestr věnovaný vynikající české harfenistce Kateřině Englichové. Rezidenční skladatel festivalu Kryštof Marek ho napsal na jaře roku 2022 pro hudební festival Za poklady Broumovska a jeho tři věty se vztahují k samotnému Broumovsku. Koncert zazněl v premiéře 25. června 2022 při zahájení festivalu.
Nejnovějším počinem z roku 2023 je skladba pro lesní roh a orchestr “Vzpomínky”, kterou provedl v premiéře symfonický orchestr FOK pod vedením Tomáše Braunera 8. a 9. listopadu 2023 v Obecním domě - sólistkou byla Zuzana Rzounková.

## Hlavní působiště
- 1999–2003 Divadlo J. K. Tyla – dirigent
- 1999 Josef Vejvoda Trio
- 2005 Český národní symfonický orchestr – hostující dirigent
- 2006 Hudební divadlo Karlín – dirigent
- 2010 divadlo Studio Dva – autor, dirigent

## Dílo

### Symfonické dílo
- Overtura na motivy Jakuba Jana (2008)
- Legendy magické Prahy – symfonická suita (2010)
- Suite No.1 for jazz octet and symphony orchestra (2011)
- Klíč k zahradám – houslový koncert (2012)
- Sinael Jazz Symphony (2012, CD)
- Srdce zahrad – koncert pro anglický roh a symfonický orchestr (2014, YouTube)
- Brána k zahradám – klavírní koncert (2014)
- Cyklus symfonických písní (2014)
- Mysterium svatého Jana Nepomuckého – houslový koncert (2016, CD)
- Midnight Pictures – vocal jazz symphony (2016, CD)
- T.A.C.V.I. – vokálně instrumentální dílo, (2017, CD)
- Venezia di San Giovanni Nepomuceno – “Benátská svatojánská symfonie" (2018, CD)
- Tichá cesta noci (2018)
- Malý princ (2018)
- Oratio Sancti Ioannis Nepomuceni Pro Salute Mundi (Navalis 2020)
- Svatojánské zvony (premiéra 15. dubna 2021 – Navalis)
- Suite No.2 for soprano sax, piano and chamber orchestra – (16. listopadu 2021 JazzFest Karlovy Vary s KSO)
- Three little symphonic dances ( věnováno památce Jiřího Srnce – leden 2022 )
- Over the Horizon, jazz suite (premiéra Jazz Fest Polička 23. dubna 2022)
- Krajina paměti - koncert pro harfu a komorní orchestr věnovaný vynikající české harfenistce Kateřině Englichové (premiéra 25.6.2022 Broumovský klášter)
- Halali pro 80 hornistů (premiéra srpen 2022 Broumov)
- Oratorium Pět hvězd ( 2023 )
- Vzpomínky - The Memories - koncert pro lesní roh a orchestr ( premiéra 8. a 9.11. 2023 )
- Tři pražské obrazy pro sólo hornu ( soutěž Pražského Jara 2024 )
- Hymna Fíku - FOK 2024
- Mariánský koncert - pro dvě violoncella a orchestr - Double Heart ( premiéra 15.11.2024 )

### Muzikály, hudebně – divadelní performance
- Kristián II 2003
- Vánoční koleda 2011 (CD)
- Děvčátko, vánoční příběh 2013 (CD)
- Malý princ 2018 (CD)

### Film a TV
- Masaryk – film, 2016
- soutěžní skladba pro Eurovision Young Dancers, 2017
- Skleněný pokoj – dobová hudba (2018)
- ČT Art – Dan Brown – Wild symphony (ČNSO)
- ČT Art – Malý princ – www.filmnazivo.cz – záznam představení divadla Studio Dva, v hlavní a jediné roli Jan Cina

### Rozhlasové dramatizace, scénická a písňová rozhlasová tvorba (výběr)
- Císař Josef a přednosta stanice
- Pipi dlouhá punčocha (CD Radioservis)
- Na kometě (CD Radioservis)
- Čarodějná země OZ (CD Radioservis)
- Zahalte ji tvář (CD Radioservis)
- Chet tady nezahraje
- Kolečko po závodní dráze
- Úžina mořských bouří
- Arséne Lupin contra Sherlock Holmes (CD Tympanum)
- Paříž ve dvaadvacátém století
- O line babičce (CD Tympanum)
- Tajemství Viléma Storitze (CD Radioservis)
- Mor (CD Radioservis)
- Hvězda jihu (CD Radioservis)
- Matýsek čaroděj
- Svatební medicína
- Traktor
- Ať tvé tělo mluví pravdu
- Ottla
- Hvězdoplavec
- Génius nebo šarlatán
- Fata Morgana
- Důkaz
- N či M
- Drž mě pevně, miluj mě zlehka... (CD Tympanum)
- Žlutý iris
- Skandál v Milfordu
- Neviditelná princezna
- Apartmá v hotelu Plaza
- Jedovatý med
- Mezek paličatý aneb Cesta nazdařbůh
- Švédská cena míru
- Panna z věže
- Zlatý kůň
- Kletba hraběte Lunatína
- O Růžičce a pavím princi
- Romeo, Julie a tma
- Prokletí hadího krále
- Byl to skřivan
- Rytíř na draka
- Garderobiér
- Gin Game
- Fazoláček

### Kompozice pro jazz trio a bigband (výběr)
- Affranchised Dog
- Amarula
- Ahimsa 108
- Advent Blues
- Abu Dhabi
- Aquarelle
- Rondo for my Children
- New Blues
- Abstract Life
- Angels’Crying in my Head, Angels’Laughter in my Heart
- The Affinity
- Little Forest Stream

### Písně (výběr)
- Písek je čas (CD Vánoční koleda)
- Žádné oči (CD Vánoční koleda)
- Sedm let (CD Vánoční koleda)
- Jsme jako vojsko padlé v boji (CD Vánoční koleda)
- V ozvěnách tvého pláče (CD Vánoční koleda)
- Koleda o sněhových vločkách (CD Vánoční koleda)
- Svět je malá místnost s okny do ticha (CD Vánoční koleda)
- Trochu víc, než nic, trochu míň, než víc (CD Vánoční koleda)
- V prvotním sledu (CD Děvčátko, Vánoční příběh)
- Jsme jen peří na závěji (CD Děvčátko, Vánoční příběh)
- Ledový motýl (CD Děvčátko, Vánoční příběh)
- Night is Waiting (CD A Prominent Patient)
- Just Like Then (CD A Prominent Patient)
- Before and After
- Ospalá a bossa
- Zlatý sníh (CD Až do nebes)
- Ztracená nit
- Strom i růže
- Slunce pro všechny
- Až se k tobě vrátím
- Písně symfonické: (výběr)
- IL dí muore piano
- La più certa cosa che c’é
- Vzhůru je město spící
- Jsi sám
- Teskná rána bílých nocí
- La fonte
- Chaque jour l’amour s’en va
- Tu Peux tout rendre
- Pour La Chance
- Tělo mé v bezvětří
- Básně stromů
- Gospel Vzkříšení

### Diskografie (výběr)
- Angels’Crying in my Head, Angels’Laughter in my Heart – 2006
- Calm Presence – 2009
- Vánoční koleda – 2012
- Sinael Jazz Symphony – 2012
- Legendy magické Prahy – 2012
- Děvčátko – Vánoční příběh – 2014
- Midnight Pictures – 2016
- Mysterium Sv. Jana Nepomuckého – 2016
- A Prominent Patient – Soundtrack – 2017
- T.A.C.V.I. – 2017
- Venezia di San Giovanni Nepomuceno – 2018
- Malý princ – 2018
- Tichá cesta noci / The Silent Way of Night – 2019
- NAVALIS 2020–2021 (Oratio Sancti Ioannis Nepomuceni Pro Salute Mundi / Svatojánské zvony)

### Divadelní a scénická hudba – autor (výběr)
- Himself and the others – hudba k pantomimickému představení 1995
- Rytíř hořící paličky – Mladá Boleslav 1995
- U cesty – Studio Rubín 1996
- Čechov na Jaltě – DJKT 2004
- Hašler… (autor písně Jaro je tady) Divadlo na Vinohradech 2013
- Zácpa – DJKT 2018
- Revizor – Studio Dva 2020
- Jezinky a bezinky – Studio Dva 2022
- Mě nezadusíš ( Studio Dva 2023 )
- Bez roucha ( Studio Dva 2023 )

### Divadelní tituly – dirigent
- Evita (divadlo Spirála 1999)
- Mlynářka z Granady (DJKT 2000)
- Šumař na střeše (DJKT 2001)
- Šakalí léta (DJKT 2001)
- Ohňostroj (DJKT 2001)
- Cikáni jdou do nebe (DJKT 2002)
- Juno a Avos (DJKT 2002)
- Crazy for You (DJKT 2002)
- Zázračný svět muzikálu (DJKT 2003)
- Les Miserábles (divadlo Pyramida 2003)
- Pokrevní bratři (DJKT 2003)
- Někdo to horké rád (DJKT 2003)
- Kristián II (DJKT 2003)
- Miss Saigon (divadlo Pyramida 2004)
- Producenti (HDK 2006)
- Limonádový Joe (HDK 2007)
- Čardášová princezna (HDK 2007)
- Carmen (HDK 2008)
- Polská krev (HDK 2009)
- Jesus Christ Superstar (HDK 2010)
- Vraždy za oponou (HDK 2011)
- Pardon My English (Ostrava 2011)
- Aida (HDK 2012)
- Mamzelle Nitouche (HDK 2013)
- Lucie, větší než malé množství lásky (HDK 2013)
- The Addams Family (HDK 2014)
- Dracula (HDK 2015)
- Bonnie and Clyde (HDK 2016)
- Sestra v akci (HDK 2017)
- Hello, Dolly (Studio Dva 2010)
- Vánoční koleda (Studio Dva 2011)
- Děvčátko – vánoční příběh (Studio Dva 2013)
- Evita (Studio Dva 2015)
- Šíleně smutná princezna (Studio Dva 2016)
- Funny Girl (Studio Dva 2017)
- West Side Story (DJKT 2017)
- Šumař na střeše (DJKT 2018)
- Duch – The Ghost (DJKT 2018)
- Legenda jménem Holmes (HDK 2018)
- Malý princ (Studio Dva 2018)
- Jak se dělá muzikál (HDK 2019)
- Starci na chmelu (Studio Dva 2019)
- Elisabeth (DJKT Plzeň 2019)
- Duety (Studio Dva 2020)
- Rebelové (HDK 2021)
- Sunset Boulevard (DJKT Plzeň 2021)
- Slunce, seno, jahody (HDK 2022)
- Bodyguard ( HDK 2023 )
- Anděl Páně ( HDK 2023 )
- Judy (divadlo Studio Dva 2024)
- Dracula (DJKT Plzeň 2024)
- Vzkříšení Nová Spirála (prem. 3.10. 2024)
- Beetlejuice ( HDK 2024 )

## Ceny
- Cena posluchačů Českého rozhlasu za CD A Meeting to Build a Dream On (feat Benny Bailey – USA)
- Cena diváků za hudbu k inscenaci Hašler… (Divadlo na Vinohradech)
- Cena Český lev ČFA za hudbu k filmu Masaryk
- Trojnásobný finalista londýnské skladatelské soutěže The UK Songwriting Contest 2017
- Zvláštní uznání za koncert pro anglický roh Srdce zahrad – Itálie – 2017 IBLA Grand Prize
- Finalista londýnské skladatelské soutěže The UK Songwriting Contest 2018 se skladbou Wild and free
- Finalista londýnské skladatelské soutěže The UK Songwritting Contest 2021 – The Overture (A Little Prince)
- Cena festivalu Soundtrack Poděbrady 2022

## Významné koncerty
- Mariánský koncert - pro dvě violoncella a orchestr - Double Heart ( premiéra 15.11.2024 )
- Vzpomínky - koncert pro lesní roh a orchestr ( 2023 )
- Oratorium Pět hvězd, Navalis 2023 ( TV Noe )
- Malý princ, koncertní provedení s FHK ( TV Noe )
- Malý princ – koncertní provedení 24. listopadu 2022 ( Jan Cina, Karlovarský symfonický orchestr )
- Lucie v opeře – Tour 2022 ( dirigent, aranžér )
- Autorský koncert Night is Waiting – závěrečný koncert festivalu Soundtrack Poděbrady 2022
- Klavírní recitál 2021 – Hybatelé rezonance, 1. listopadu 2021 v klášteře sv. Anežky České v Praze
- Dan Brown – Wild Symphony (Obecní dům s ČNSO 21. října 2021)
- Navalis 2021 Svatojánské zvony (CD)
- Navalis 2020 Oratio Sancti Ioannis Nepomuceni Pro Salute Mundi (CD) – https://youtu.be/HEhsY7pjq5k
- NAVALIS 2018 – autorova světová premiéra nové symfonie pro symfonický orchestr a smíšený sbor „Venezia di San Giovanni Nepomuceno“
- NAVALIS 2017 – autorova světová premiéra pětivěté vokálně instrumentální kompozice T.A.C.V.I. („Mlčel jsem...“)
- NAVALIS 2016 – autorova světová premiéra houslového koncertu „Mysterium sv. Jana Nepomuckého“ (solo Gabriela Demeterová)
- Lalo Schiffrin a James Morrison (CNSO, TV) – Prague Proms
- Bobby Shew (CNSO, DVD) – Prague Proms
- James Morrison a Hetty Kate (CNSO) – Prague Proms
- Silje Nergaard (CNSO) – Prague Proms
- Jane Monheit (Jihočeská filharmonie)
- Semafor 50 (CNSO, TV)
- Tarja Turunen (Moravská filharmonie Olomouc)
- Olympic symphony (Janáčkova filharmonie Ostrava, Komorní filharmonie Pardubice, CNSO, TV)
- Monica Mancini (CNSO, TV) – Prague Proms
- Autorský večer v rámci abonentního koncertu CNSO 2010 (Overtura na motivy Jakuba Jana a Legendy magické Prahy – symfonická suita)
- Autorský večer v rámci abonentního koncertu KSO 2014 (Overtura na motivy Jakuba Jana, Srdce zahrad, Legendy magické Prahy – symfonická suita)